# 聖瑪利亞奇基穆拉

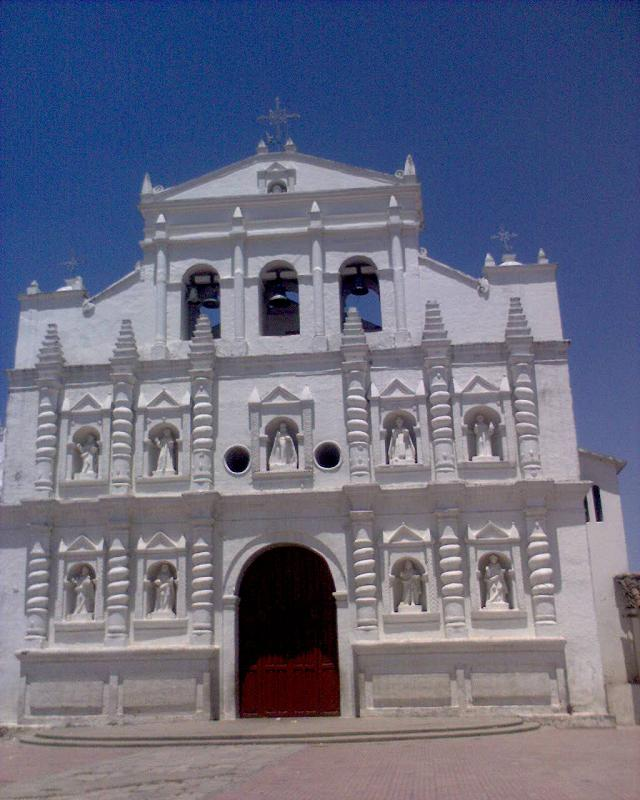

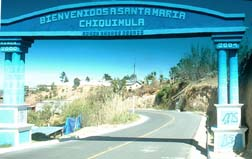

聖瑪利亞奇基穆拉（西班牙語：Santa María Chiquimula），是危地馬拉的城鎮，位於該國中西部，由托托尼卡潘省負責管轄，面積80平方公里，海拔高度2,125米，2002年人口35,148，人口密度每平方公里439.35人。
15°1′45″N 91°19′46″W / 15.02917°N 91.32944°W